# Ana Maria Barrinha
Ana Maria Barrinha, mais conhecida por Barrinha (Araçatuba, 23 de dezembro de 1987), é uma futebolista brasileira que atua como lateral. Atualmente atua pela Ferroviária.

## Carreira
Pelo Rio Preto, participou da estreia do Campeonato Brasileiro Feminino em 2013. A equipe avançou até as semifinais, e durante a competição, ela deixou sua marca com sete gols. No mesmo ano, Barrinha conquistou o posto de vice-artilheira no Campeonato Paulista, registrando um total de 12 gols, ficando apenas atrás de Raquel Fernandes, que defendia as cores da Ferroviária.
Em 2014, o Rio Preto não tinha a possibilidade de participar do Campeonato Brasileiro, e diante disso, recebeu uma proposta do Kindermann-SC, optando por se mudar para Santa Catarina. Em 2014, atingiu a final do Campeonato Brasileiro representando o Kindermann-SC, onde enfrentou a Ferroviária como adversária.
Em 2015, foi contratada pela Ferroviária. No mesmo ano foi vice da Copa do Brasil perdendo a final para o Kindermann-SC.

## Títulos
Ferroviária
- Copa Libertadores: 2015[5] e 2020[6]

- Campeonato Brasileiro: 2019[7]

Corinthians
- Copa do Brasil: 2016[8]